# Тарногород
Тарногород (Терногород, Тарноґруд, пол. Tarnogród) — місто в східній Польщі. Належить до Білгорайського повіту Люблінського воєводства.

## Історія

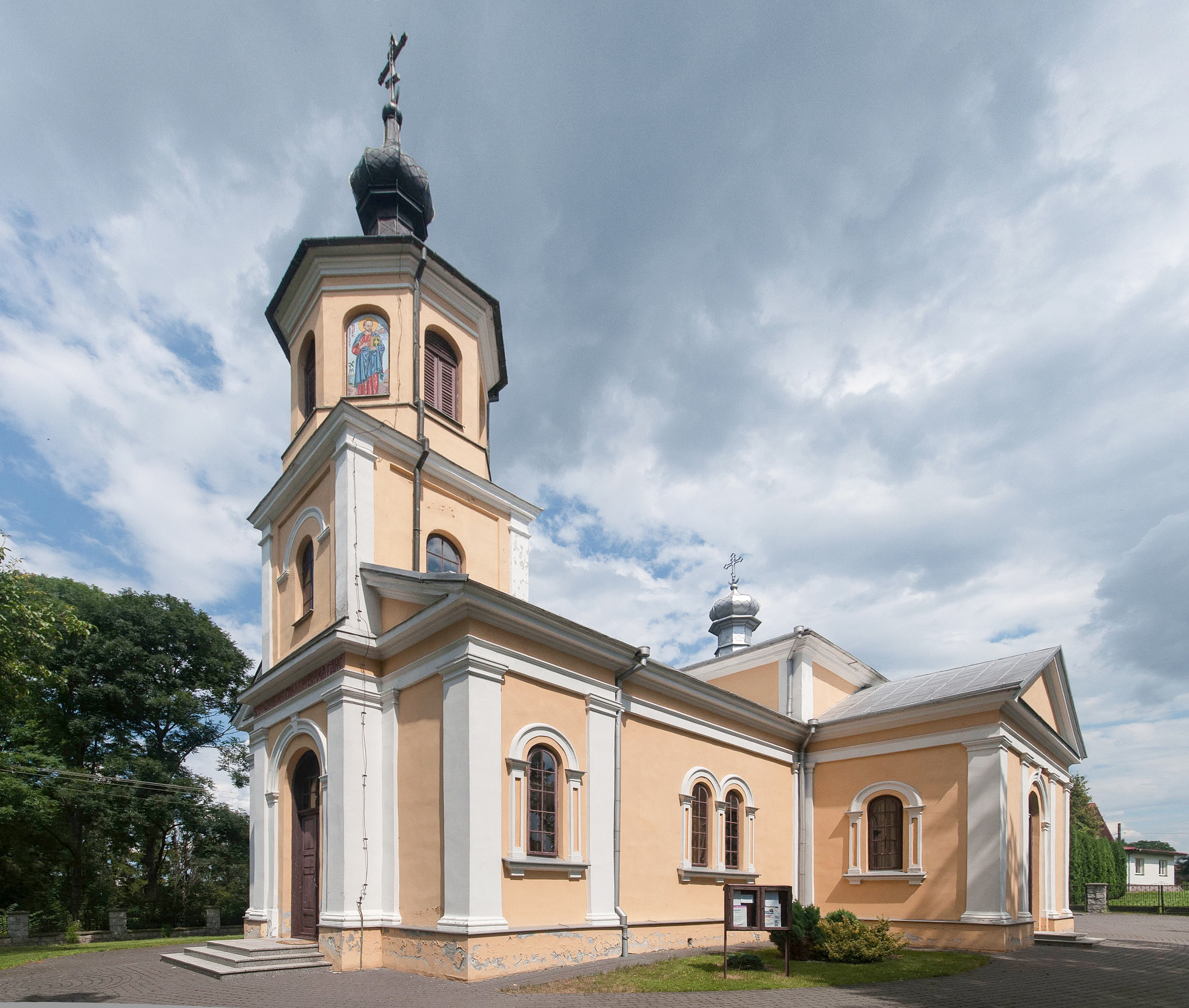
Православна церква святої Трійці (святого Юрія) 1870—1875 років

1589 року вперше згадується православна церква в Тарногороді. Тарногород був центром Тарногородського (Тарногрудського) деканату Перемиської греко-католицької єпархії.
Станіслав Лєдуховський очолив скликану 1715 року в місті Тарногородську конфедерацію.
За даними етнографічної експедиції 1869—1870 років під керівництвом Павла Чубинського, у місті переважно проживали римо-католики, меншою мірою — православні українці та греко-католики, які розмовляли українською мовою.
У 1930 році господар Степан Карпюк балотувався на виборах до Сейму від Українського Виборчого Блоку #11, від міста Тарногород. 
У міжвоєнні 1918—1939 роки польська адміністрація в рамках акції Ревіндикації знищила місцеву православну церкву.
За пактом Молотова — Ріббентропа до СРСР, 29 вересня 1939 року німці передали місто 17-му стрілецькому корпусу. Однак «Договором про дружбу та кордон між СРСР та Німеччиною» Сталін виміняв Литву на Закерзоння, яке до 12 жовтня було передане назад німцям. За німецької окупації у місті діяла філія Замістського Українського допомогового комітету.
За спогадами колишніх бійців УПА куреня «Месники», одного вечора в грудні 1946 року місто було зайняте повстанцями сотні «Месники-1», які, попередньо виставивши застави на в'їзних дорогах й ключових точках населеного пункту і перервавши телефонне сполучення з містом, поповнили запаси продовольства й цигарок в місцевій крамниці та ліків, медикаментів і перев'язувальних матеріалів в аптеці, залишили керівникам довідки про конфіскацію на потреби УПА, а потім безперешкодно відступили на Синявщину. Місцевий відділ міліції, який мав зв'язки з польським підпіллям організації «Воля і Незалежність» (ВІН), спротиву не чинив.

## Пам'ятки

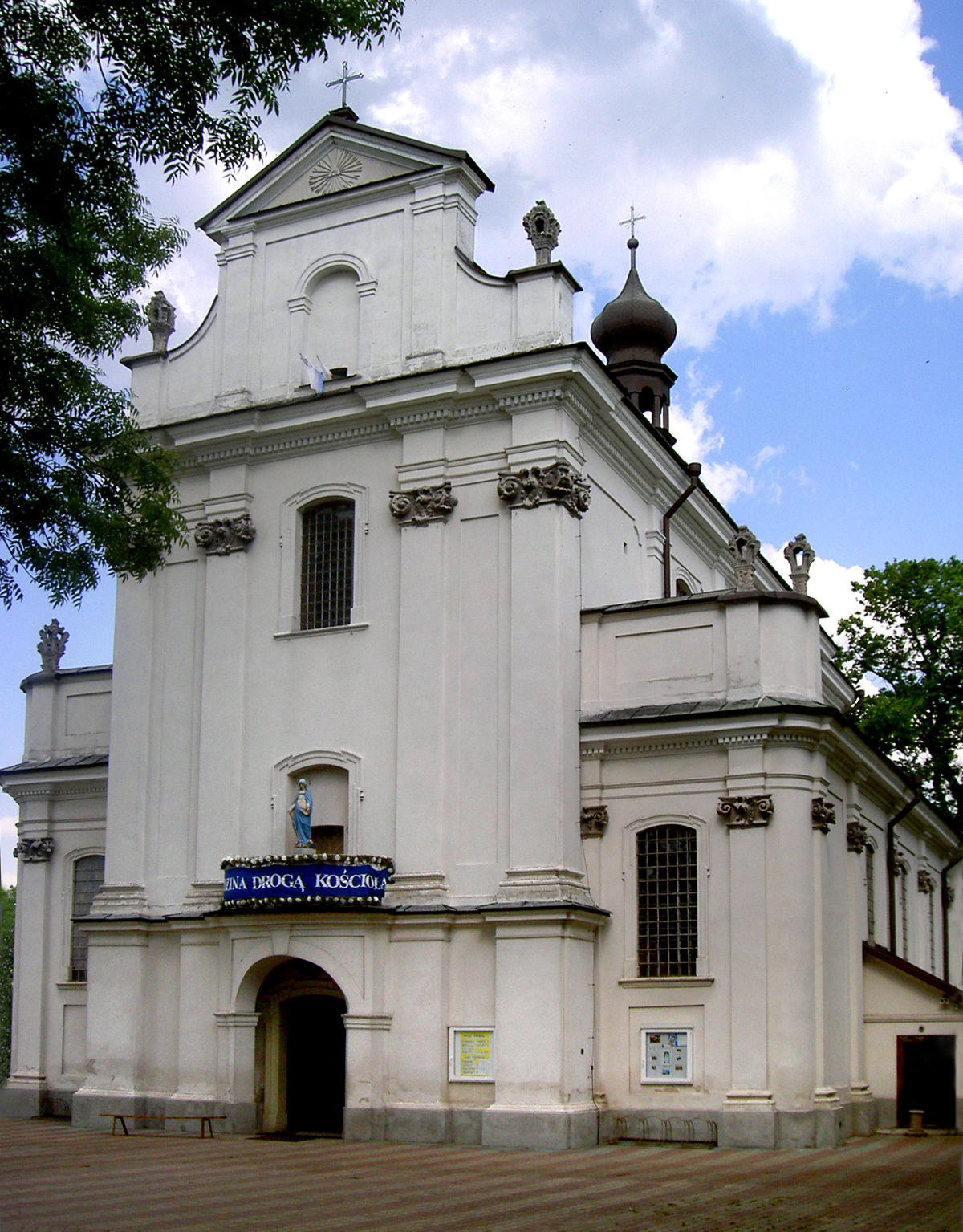
Костел

- Костел Преображення Господнього (1750–1771, архітектор Бернард Меретин, участь — Полейовський Петро[8])

## Населення
Демографічна структура станом на 31 березня 2011 року:
|          | Загалом | Допрацездатний вік | Працездатний вік | Постпрацездатний вік |
| -------- | ------- | ------------------ | ---------------- | -------------------- |
| Чоловіки | 1697    | 353                | 1201             | 143                  |
| Жінки    | 1798    | 338                | 1096             | 364                  |
| Разом    | 3495    | 691                | 2297             | 507                  |